# 34e congrès fédéral du Parti socialiste ouvrier espagnol
Le XXXIVe congrès fédéral du Parti socialiste ouvrier espagnol (en espagnol : XXXIV Congreso Federal del Partido Socialista Obrero Español) est un congrès du Parti socialiste ouvrier espagnol (PSOE), organisé du 20 au 22 juin 1997 afin d'élire la commission exécutive et d'adopter la motion d'orientation politique et les nouveaux statuts.
Felipe González, secrétaire général du PSOE depuis 1974, annonce en ouverture du conclave qu'il ne se représente pas. Il est remplacé par Joaquín Almunia.

## Contexte
Le premier jour du congrès, le secrétaire général Felipe González annonce son intention de ne pas être de nouveau candidat au secrétariat général à la surprise de la quasi-totalité des délégués présents, après 23 ans de mandat.

## Candidat au secrétariat général
| Candidat | Candidat | Candidat                 | Fonction politique récente                                 |
| -------- | -------- | ------------------------ | ---------------------------------------------------------- |
|          |          | Joaquín Almunia (49 ans) | Porte-parole du groupe socialiste au Congrès (depuis 1994) |

Moins de 24 h après l'annonce du renoncement de Felipe González, les principaux dirigeants territoriaux — les « barons » — du Parti socialiste s'entendent pour soutenir la candidature de Joaquín Almunia, porte-parole du groupe parlementaire au Congrès des députés.

## Déroulement
Le congrès est convoqué les 20, 21 et 22 juin 1997.
La rédaction de la motion d'orientation politique est directement assumée par la commission exécutive sortante, et non une commission de rédaction spécialement désignée.

## Résultats
Le 22 juin, Joaquín Almunia est élu secrétaire général du PSOE : sa liste pour la commission exécutive fédérale reçoit le soutien de 74,51 % des votants, tandis que celle pour le comité fédéral obtient 88,97 %,.

### Élection de la commission exécutive
| Candidat   | Candidat        | Voix | %     |
| ---------- | --------------- | ---- | ----- |
|            | Joaquín Almunia | 681  | 74,51 |
|            | Votes blancs    | 231  | 25,27 |
| Votes nuls | Votes nuls      | 2    | 0,22  |
| Total      | Total           | 914  | 100   |

### Élection du comité fédéral
| Candidat   | Candidat        | Voix | %     |
| ---------- | --------------- | ---- | ----- |
|            | Joaquín Almunia |      | 88,97 |
|            | Votes blancs    |      | 10,81 |
| Votes nuls | Votes nuls      |      | 0,22  |
| Total      | Total           |      | 100   |

### Composition de la commission exécutive
La commission exécutive fédérale est renouvelée de plus de la moitié, et comprend un record à l'époque de 42 % de femmes. En dépit de sa volonté de composer une direction de consensus, Joaquín Almunia doit accepter l'absence de plusieurs proches de premier plan d'Alfonso Guerra, dont le courant s'abstient lors du vote. De même, pour s'assurer le soutien des « barons » — dirigeants territoriaux — du PSOE, le nouveau secrétaire général les intègre au sein de son exécutif, contrairement à ses prétentions initiales. Pour la première fois, une représentante du courant de la Gauche socialiste intègre la direction fédérale,.
| Commission exécutive fédérale                       | Commission exécutive fédérale |
| --------------------------------------------------- | ----------------------------- |
| Président                                           | Ramón Rubial                  |
| Secrétaire général                                  | Joaquín Almunia               |
| Secrétaire à l'Organisation                         | Ciprià Ciscar                 |
| Secrétaire à la Communication                       | Alfredo Pérez Rubalcaba       |
| Secrétaire aux Relations internationales            | Raimon Obiols                 |
| Secrétaire à la Politique des communautés autonomes | Ramón Jáuregui                |
| Secrétaire à la Politique municipale                | Alfonso Perales               |
| Secrétaire à l'Économie                             | Juan Manuel Eguiagaray        |
| Secrétaire à l'Emploi                               | Joan Lerma                    |
| Secrétaire au Bien-être social                      | Clementina Díez de Baldeón    |
| Secrétaire aux Mouvements sociaux                   | Carmen Cerdeira               |
| Secrétaire à la Culture                             | Joaquín Leguina               |
| Secrétaire à la Participation des femmes            | Micaela Navarro               |
| Membre                                              | Narcís Serra                  |
| Membre                                              | Josep Borrell                 |
| Membre                                              | Manuel Chaves                 |
| Membre                                              | José Bono                     |
| Membre                                              | Augusto Brito                 |
| Membre                                              | Abel Caballero                |
| Membre                                              | Paco Vázquez                  |
| Membre                                              | María Antonia Martínez        |
| Membre                                              | José Luis Rodríguez Zapatero  |
| Membre                                              | Montserrat Reyes              |
| Membre                                              | Consuelo Rumí                 |
| Membre                                              | Carmen Hermosín               |
| Membre                                              | Ana Leiva                     |
| Membre                                              | Dolores Eguren (ca)           |
| Membre                                              | Josefa Frau (es)              |
| Membre                                              | Alberto Pérez Cueto           |
| Membre                                              | Paquita Sauquillo             |
| Membre                                              | Teresa Riera                  |
| Membre                                              | Carmen Martínez Ten (es)      |
| Membre                                              | Ana Noguera (es)              |